# 龍山暖
龍山 暖（たつやま はるき、2006年5月13日 - ）は、沖縄県中頭郡読谷村出身のプロ野球選手（捕手）。右投右打。埼玉西武ライオンズ所属。

## 経歴
硬式野球とゴルフに特化した通信制高校サポート校（星槎国際高等学校との技能連携）のエナジックスポーツ高等学院に2022年に創設された野球部一期生として進学。正捕手として3年春の沖縄大会で優勝、同年夏の沖縄大会では準優勝した。高校通算19本塁打。
2024年10月24日に開催されたドラフト会議にて、埼玉西武ライオンズから6位指名を受けた。11月18日に契約金2000万円、年俸600万円で仮契約した。背番号は64。担当スカウトは岳野竜也。創部3年目のエナジックスポーツ高等学院から初のプロ入りとなった。

## 詳細情報

### 背番号
- 64（2025年[8] - ）